# فری بتل
Battle (به انگلیسی: Fairey_Battle) یک هواگرد از نوع بمب‌افکن سبک ساخت شرکت Fairey Aviation Company است. هواگرد Battle نخستین پروازش را در ۱۰ مارس ۱۹۳۶ میلادی انجام داد. این هواگرد در سال ژوئن ۱۹۳۷ میلادی رسماً معرفی گردید و در سال‌های ۱۹۳۷–۱۹۴۰ تولید شده‌است. در مجموع، تعداد ۲٬۱۸۵ فروند از این هواگرد ساخته شده‌است.
طراح این هواگرد، Marcel Lobelle بود.